# 臺灣文化協會
臺灣文化協會是1921年在台灣日治時期成立的一個文化團體，由林獻堂與蔣渭水等人發起，集結臺灣各地知識份子，旨在傳遞進步的理念與價值觀，同時也是訴求臺灣集體意識與思想的政治團體，推動近代知識文化普及，在日本殖民教育下尋求臺灣人生活的空間。參與者包括醫師、律師、教師、資本家等，標舉文化啟蒙運動。
在《臺灣文化協會趣意書》（即成立宣言）當中，即明白表示：「組織臺灣文化協會，謀臺灣文化之向上」。另以《臺灣民報》作為機關報，辦理演講會、讀報社、演劇和影片撥放等。1927年改組為中央委員制，主張工農運動，協會因此分裂，走向農工運動者是為新文協如連溫卿、王敏川等人，蔣渭水、蔡培火等人另成立台灣民眾黨。臺灣文化協會歷經分裂，不同路線籌組不同團體，新文協於1931年瓦解，臺灣地方自治聯盟則到1937年解散。

## 時代背景
- 1895年日本開始殖民台灣，至1915年的20年間，台灣人的武裝抗日時期。
- 1915年，發生了西來庵事件，西來庵乩童余清芳、羅俊等自稱有法術、符咒可以刀槍不入，利用直銷的手法賣靈符，號召信徒突襲日本警察，並稱余清芳登基之後，要分給信徒良田萬甲。因為無法刀槍不入，遭日軍重火力鎮壓，死傷無數，1957人被捕，其中866人被判死刑（實際處死135人，其他人以大正天皇登基為由大赦）。這是最後一起大規模漢人武裝抗日事件，台灣有識之士深刻了解到台、日間武裝力量差距太大，以流血方式抗日，付出的代價太大，成功的希望又太小，開始思索下一階段抗日的方式。

底下列出1896年－1915年，台灣人民抗日被判刑的人數統計，這並不含戰死或被屠殺的無辜民眾。
註：西來庵事件為當時日治時期最大的武裝抗日行為。
| 年代 | 死刑 | 無期徒刑 | 有期徒刑 | 合計 |
| ---- | ---- | -------- | -------- | ---- |
| 1896 | 2    | 3        | 9        | 14   |
| 1898 | 138  | 20       | 10       | 168  |
| 1899 | 591  | 94       | 69       | 754  |
| 1900 | 923  | 251      | 99       | 1273 |
| 1901 | 1095 | 250      | 316      | 1661 |
| 1902 | 613  | 49       | 66       | 728  |
| 1903 | 120  | 14       | 6        | 140  |
| 1904 | 24   | 0        | 11       | 35   |
| 1906 | 5    | 1        | 0        | 6    |
| 1907 | 9    | 0        | 97       | 106  |
| 1912 | 9    | 0        | 16       | 25   |
| 1914 | 28   | 0        | 322      | 350  |
| 1915 | 866  | 0        | 453      | 1319 |
| 總計 | 4423 | 682      | 1474     | 6579 |

日本治台的教育政策配合殖民政策，在1922年新臺灣教育令頒布前，採隔離教育，台灣最高學府為總督府醫學校， 創始之初專收台灣子弟。另外台灣家境較為富裕或小康者，多將弟子送至日本留學，這些為數眾多的留日學生在接受新式教育後，視野相當寬闊，並不把台灣的殖民統治視為中國歷來的改朝換代，而是將它放在世界殖民歷史來看待，並將台灣的殖民統治與抗日視為世界殖民地反抗運動的一環，經由這些留日學生帶回的新思想，開啟了台灣一波波瀾壯闊的社會運動。
此一時期，國內外的主要情勢有:
1. 大正民主：日本正值大正民主期，日本在中央推行政黨政治，對內採取較為開放的態度，允許較為寬鬆的言論自由，各種思想相繼傳入日本，台灣的留日學生也深受影響。(大正天皇: 1912~1926)
2. 民族自決：一次大戰結束(1918/11/11)後，美國總統威爾遜大力鼓吹民族自決，在國際間掀起一波殖民地追求自治、獨立的風潮。
3. 三一運動：1919/1/12，李氏朝鮮的末代君主李太王高宗暴斃，朝鮮人疑為日籍侍醫所毒殺，於3月3日國葬前的3月1日由李承晚、李東輝等人公開集會於漢城明月館，組織韓國臨時政府，推舉李承晚為大統領、李東輝為國務總理，宣佈獨立，史稱三一事件，此事件在發生847次暴動後，終被日軍所鎮壓。但在鎮壓之後，日本卻也於1921年給予朝鮮初步的自治。

前兩個因素影響了留日學生、旅日台人的思想，促成他們開始採取具體行動的是三一事件。

## 成立過程
1920年11月，台灣第一個飛行家謝文達返台進行訪鄉飛行，蔣渭水等人以歡迎會名義，成功匯集了全台各校學生於總督府台北醫學校(今台大醫學院)，使各校學生產生思想交流與聯結。1921年4月，畢業於醫學校的李應章、吳海水、何禮棟等人於台北籌組全台灣青年會，向林獻堂、林熊徵勸募資金時，認識了蔣渭水，蔣渭水認為「不作便罷，若要做，必須做一個範圍較大的團體才好」，於是決定全台串聯籌組台灣文化協會。
台灣文化協會成立之初，是一個資產階級與知識份子為主組成的民族主義文化啟蒙團體，該會章程規定「以助長台灣文化為目的」。1921年（大正十年）10月17日下午一點，於台北市大稻埕靜修女子學校（今靜修高中）舉行成立大會，由蔣渭水報告創立經過：「有關本會組織，曾訪川崎警務局長，依主旨書說明本會的主旨。他詢問：『雖然說只計劃提高文化，但多數會員中，是否有跟政治運動有關連的人呢？』於是回答說『絕對不涉及如此行為』之後，才求得該局長的諒解。」出席成立大會的人有1,031名，以醫師、地主、公學校畢業生、留學回國的學生為主，另外也有農民、工人、商人、律師、士紳等人參與。隨後通過林獻堂為總理，楊吉臣為協理，蔣渭水為專務理事，並選出理事41名、評議員44名。會議於下午三點十分結束。
成立時選出之幹部如下：
- 總理: 林獻堂
- 協理: 楊吉臣
- 理事:

1. 台北州: 蔣渭水（本部專任）、連溫卿、蔡阿信（女）、吳榮卿、蔣玉麟、周桃源、徐慶祥、陳金波、劉蘭亭、李智物、蘇璧輝
2. 新竹州: 鄭永南、許天送、陳滄玉、戴雙喜、曾圭角、賴石傳、何禮棟、郭進木[4]
3. 台中州: 鄭汝南、呂泰洲、甘得中、洪元煌、李應章、洪清江、沈秋金（女）、林麗明、林伯廷、木野、賴和、林篤勳、石錫勳
4. 台南州: 林瑞西、陳逢源、梁永齡、簡仁南、吳海水、莊啟鏞
5. 高雄州: 陳光燦、李丙森、楊振福、劉世和、葉鴻猷、莊鳥鍛(女)、吳鬧寅、蔡添喜

- 評議員:

1. 台北州: 李延禧、楊仲佐、顏得金、顏龍光、倪炳煌、蔡天註
2. 新竹州: 劉克明、鄭招益、彭永海、陳聯玉、魏清德
3. 台中州: 王學潛、林階堂、林幼春、林子瑾、吳廷發、陳茂堤
4. 台南州: 陳鴻鳴、林茂生、黃欣、廖化金
5. 高雄州: 潘致祥、陳光亮、郭蔡淵、蔡添彭、陳啟峰、葉宗祺

## 文化活動
以《台灣民報》做為協會宣傳工具，在台北、新竹、台中、員林、台南等地設立十餘處讀報社。並四處舉辦演講，並成立文化書局、文化劇團，也舉辦各種有關歷史、法律、衛生等短期或長期的講習會，進行文化演講會、文化劇運動。除了邀請《台灣通史》作者連橫主講台灣歷史和漢文、台灣第一位哲學博士林茂生也曾主講西洋歷史外、身為醫生的蔣渭水也下場主講公共衛生。更有擔任律師或學有所長的會員主講法律和經濟學（如遠從哥倫比亞大學回來的陳炘）等。據統計，在1925年、1926年中的聽眾即達23萬人之多。本來文化協會還打算設文化義塾，以幫助家境貧困的小孩上學，不過申請時被駁了回來。另外自1924年起文化協會也趁暑假時舉辦名為「夏季學校」的夏令營。由身為總理的林獻堂熱心提供自家大宅院做為教室和宿舍。當時文協的專務理事蔡培火基於重視電影對大眾的教育功能，遂於1925年從東京購買社會教育影片十數卷，成立「活動寫真隊」之機構，訓練青年志士專管機器、說明影片，並全台巡迴放映電影。盧丙丁、林秋梧即是當中著名辯士。
在文化協會的活動中，最受重視的是演講會，其原因在於當時台灣文盲仍多，以文書宣傳效果不佳。1923年5月，會員黃呈聰、王敏川等以《台灣民報》社員名義自日返台，為推售台灣民報，在全島各地舉行巡迴演講，其講述的民族主義與對總督府施政的批判，引起台灣民眾很大的迴響，自此，文化協會開始頻繁於各地舉辦演講會。除此之外，文化協會內部也有人提倡以文化劇 (臺灣新劇)作為文化運動的一個工作項目，1925年7月，台中州首次組成劇團組織，緊接著台中州南投郡草屯庄的炎峰青年會也組織一團，1926年11月，新竹街的文化協會支部也成立了新光劇團。這些演劇的腳本多半以諷刺性的方式譴責社會制度、鼓吹民族意識，這種宣傳方式也得到不錯的效果。

## 治警事件
台灣文化協會雖然不被允許從事政治活動，但自成立之初即成為島內外各社會運動的母體，文化協會成員以個人名義加入或指導各類組織與事件。1920年底開始進行的「臺灣議會設置請願運動」，因為是在日本帝國憲法內所規範的合法政治活動，且有內地（日本本土）眾議員的支持，被蔣渭水諭為台灣人唯一的活路，自請願開始，即由文化協會成員於背後運作，這項請願運動對台灣總督府的權力提出了最根本的挑戰，因此也成為總督府的眼中釘。
總督府除了動員辜顯榮等御用士紳抨擊請願運動外，也實施各項取締措施緊縮言論，對於林獻堂等在台有龐大產業的人緊縮銀根、收回公賣品的販賣權，迫使其不得不退出該活動。而後又導演了「八駿事件」以分化文化協會成員的團結，但礙於此一運動係採行合法的方式，即使一再壓制也未能根除，1923年總督府終於發動一次全面的反擊，這就是著名的「治警事件」。
治警事件為「臺灣治安警察法違反事件」之簡稱，蔣渭水等人於1923/1/30組成「臺灣議會期成同盟會」以推動請願運動，三天後 (2/2) 即被台灣總督府禁止，蔣等人又於同年2/16於東京重新成立，台北地方法院檢察局卻以「主腦者與法域雖不同，其會員大部分為舊結社員，會名又同一，而同在台灣活動」為理由，於同年12/16在台灣全島大舉搜查，當天被拘留者有41人，被搜查且被傳訊的有11人，只被搜查的有12人，僅被傳訊的有35人，共計99人。事發後，台灣一切對外通訊都被當局所控制，街頭巷尾及公共場所皆有特務站崗，未被檢肅的請願運動成員也受到特務跟蹤，一時全島風聲鶴唳、民心惶惶。一個月間，台灣三家日報（台灣日日新報、台灣新聞、台南新聞）對這個事件保持緘默，隻字不提，更增肅殺氣氛。大搜補後，文化協會多名重要成員入獄，第四次、第五次的請願運動在領導人繫獄，且消息被封鎖，民眾在情勢不明的惶恐氛圍中，連署人數大幅減少。
但因為這些受到檢肅的人士，除了台灣雜誌社成員外，大多數為律師、醫生、地主，是台灣社會的中堅份子，且多是成長於日本教育下的知識分子，這些人一起被檢肅，震撼了日本的輿論界。日本輿論界無法如西來庵事件之前的武裝抗日一樣將他們視為土匪，他們必須深入探討造成這個事件的癥結所在。許多當時日本法界相當有名的律師跨海來台提供法律協助，最後審判結果如下:
- 四個月: 蔣渭水、蔡培火
- 三個月: 林呈祿、石煥長、蔡惠如、林幼春、陳逢源
- 罰金壹百圓: 林篤勳、林伯廷、蔡年亨、石錫勳、鄭松筠、蔡式穀
- 無罪: 吳海水、韓石泉、吳清波、蔡先於、王敏川

但隨著此事件進行公開審判，事態逐漸明朗，民眾開始表現出對於他們的關心與支持，第六次的請願簽署人數大增為七百多名，文化協會演講的次數、聽講人數也急驟增加，台灣民報的銷路也遽增，這都是治警事件的影響。而且因為經過法院的辯論與判決，台灣議會設置請願運動的合法性得以確立。

## 青年運動
留日學生在東京結社支持島內的文化協會，並將在東京接受的各項思想運動注入文化協會，受到這些思想影響最大者為台灣青年，留學日本、中國的學生大量增加，並提升了對於民族、社會問題的關心。加上文化協會成立之初因為蔣渭水、蔡培火的影響，台北醫學專門學校及台北師範學校的學生大量加入，更增加了文化協會對青年的影響。對於各地的青年運動，文化協會更提出指導，不但時常與島外留學生連絡合作，並且在島內也對青年團體的成立給予援助，下列為幾個重要的青年團體:
- 台北青年會: 1923/7/30 中國留學生翁澤生與數名同志於台北市太平公學校同學會席上，趁機成立台北青年會，這些成員與文化協會互動密切，並逐漸左傾，後來成為分裂後新文協的重要成員。
- 美麗也會: 1926/5/6 成立於基隆市，以文化協會影響下的青年約四十多名為會員。
- 通霄青年會: 1925/10/3 成立，主要會員有詹安、陳煥奎、黃煌輝、邱枝傳、陳居發等人，時常邀請文化協會幹部召開演講會。
- 炎峰青年會: 台中州南投郡草屯庄文化協會理事洪元煌及李春哮等人創立於1924/10/28，擁有會員百餘人，經常做農村巡迴演講，或透過經營文化劇團，以演劇方式進行文化運動。
- 大甲日新會: 台中州大甲郡大甲街文化協會影響下的青年團體，陳煌、王錐、黃清波、陳炘、郭戌己等人為幹部，會員三十四名，創立於1926/1/10。

在文化協會的影響下，發生了許多學生運動，以下為最重要的三次:
- 第一次台北師範學校事件
- 第二次台北師範學校事件
- 台南師範學校退學事件

在事件後被退學的學生多半選擇留學日本或中國，許多人在海外仍繼續參與思想運動。

## 農民運動
台灣的農民運動一開始是帶著強烈的民族主義色彩，在對抗地主壓榨及官憲壓制上，除了農民原本生活即清苦，又遭無理剝削，對於反抗即蠢蠢欲動，但在當時總督府的高壓統治，多半還是敢怒不敢言。文化協會的啟蒙運動，透過演講會由都會逐漸普及於農村，加上由留學生帶回的社會主義思想，提高了農民反抗的鬥志。
二林事件是這波農民運動的開端，具文協會員身分的醫師李應章全力支援這次事件，林獻堂也曾於1925年4月到二林演講，1925/6/28二林農民成立了台灣第一個農民組合 - 「二林蔗農組合」，雖然抗爭的結果失敗，但這星星之火確實點燃了燎原的烈火，各地的農民組合紛紛成立，加上職業革命家簡吉的適時出現，串連了這些分散各地、性質各異的團體組成了「台灣農民組合」。底下列舉了幾個文協支援的農運之事件與結果:
| 事件起因                                                         | 參與事件的主要文協成員 | 抗爭對象         | 抗爭結果 |
| ---------------------------------------------------------------- | ---------------------- | ---------------- | -------- |
| 台灣青果株式會社的新政策壟斷生產者的利益                         | 林獻堂、黃呈聰         | 台灣青果株式會社 | 失敗     |
| 二林事件：林本源製糖公司因為長期收購蔗糖價格偏低，引起蔗農不滿。 | 李應章                 | 林本源製糖公司   | 失敗     |
| 陳中和物產公司轉轉土地給新興製糖公司，並強行要求收回土地。       | 黃石順                 | 陳中和物產公司   | 成功     |
| 日本退官人員放領土地                                             | 黃石順                 | 日本退官人員     | 成功     |
| 竹林事件：三菱公司獲得土地之開墾權，危及相關農民利益。           | 文協                   | 三菱公司         | 失敗     |

(資料來源: 台灣文化協會的思想與運動 p.123)

## 左右分裂
文協成立以來，是以民族主義為號召的統一戰線，隨著留學日本、中國的學生大量增加，這些留學生在海外接受當時世界社會主義思想潮流並帶回台灣，對文協產生了很大影響，使文協在民族主義之外，又添增了社會主義的色彩。當時台灣的社會主義思想主要受下列四股勢力的影響:
- 日本共產主義 - 山川均主義
- 日本共產主義 - 福本主義
- 中國國民黨 - 三民主義
- 中國共產黨 - 列寧主義

文協中重要幹部連溫卿屬山川均主義、王敏川屬福本主義、蔣渭水受三民主義的影響最大，另有上大派相關幹部翁澤生、蔡孝乾等則是中共黨員。左派勢力一直希望文協能對社會運動提供更直接的支援，甚至成立政黨爭取權益，但是，林獻堂、蔡培火等右派仍希望維持文協創會會旨所提倡的以文化活動為主以啟蒙台灣人思想。雙方的衝突到了1926年已勢同水火，雙方分別在台灣各地的辯論大會或演說會中提出各項運動路線的論述，將雙方的衝突推向分裂。
1927年1月3日在台中公會堂舉行的臨時大會，左右兩派人馬正式對決，左派人馬勝出，連溫卿、王敏川成為新的領導人，蔣渭水此時思想已左傾，但因為與連溫卿仍有一些意見上的分岐，遂與右派人馬一起退出文協，另組臺灣民眾黨，文協第一次分裂。分裂後的文協（又稱新文協）為了確保自己的正當性，更積極的在各地辦理演講會，其激烈的言論使聽講的群眾參與規模超越舊文協，也因為言論激烈，屢遭日警制止。除此之外，新文協以發展工農群眾運動為目標，更積極介入政治社會運動，支援台灣農民組合的抗爭，並發展工人運動。1927年3月，連溫卿協助成立「台北機械工會」，開啟了一波台灣工人運動。
台灣左派勢力的消長，深受國際共產主義路線之爭的影響，1927年蘇聯第三國際裁決，支持福本主義，山川均失勢，埋下了連溫卿下台的種子。因為新文協積極介入農民與勞工的抗爭，引起總督府強力打壓，許多幹部入獄，蔡孝乾、翁澤生、蔡火旺、王萬得等中共黨員則遠避中國，再加上台灣民眾黨的競爭，新文協會員大量流失。組織發展不順及山川均思想的失勢，終於導致新文協於1929年11月舉辦的第三次全島大會中在上大派主導下開除連溫卿會籍，改由王敏川領導，此後文協成了台灣共產黨的外圍組織。

## 官憲壓制
台灣總督府治台方針，在治警事件之前採取的都是武力威脅的手段，台灣文化協會成立以來，雖然標榜從事的是文化啟蒙，但是，由台灣總督府深知，文化協會乃當代台灣各項政治、社會運動的母體，所以，驅使御用士紳成立公益會打擊文化協會，又導演八駿事件進行分化，最後以治警事件企圖將文化協會成員一網打盡。只是沒想到，原本被台灣總督府認知為「怕死」的台灣人，卻在治警事件後產生了政治自覺而更加凝聚。此後，台灣總督府改採兩手策略，對於反抗運動中的溫和派予以安撫，對於激進派則極力打壓，如此的策略可使反抗運動成員彼此猜忌，終至分裂。在反抗運動分裂後，更集中力量打擊激進派，使其走向極端，而後將其一網打盡。殆激進派被瓦解後，再禁止溫和派的活動，如此即可完全瓦解反抗勢力。對於當代從事反抗運動的當事者而言，在資訊不明的情況下，倒底要採取體制內的溫和策略，徐圖漸進屈折迂迴的達成目標，或是直接與當權者對抗，原本就不易有正確的判斷，台灣總督府對於溫和派的活動給予寬鬆的處理，對於激進派的活動則嚴加取締，確實可以有效的分化運動組織內成員的團結，在反抗運動中，通常激進派才會有破釜沉舟的決心，所以激進派被消滅後，溫和派很容易就在高壓下自然瓦解了。
關於台灣總督府的兩手策略，可由總督府警察局（當時之局長是本山文平）於1927年1月4日向當時總督上山滿之進提出的「文化協會對策」可以窺見。所謂：
就破壞文化協會之手段而言，如採取由外施壓之法，反將從其內部固團結，寧可使其會內釀成內訌，而使自然歸於潰裂，乃為良策。依此逐步講求策略之結果，幸得見其釀成機運，即總會上關於會則變更以至兩者完全分離，極端反目，是故將來應以如左之對策臨之，總督府各州廳共同戮力於文化協會之破壞。
1929年2月12日，台灣農民組合被大規模取締，逮捕59人（8人被釋放），農民組合成了非法組織，激進成員只能潛行於地下進行活動，有效瓦解了台灣農民組合。1931年2月18日，臺灣民眾黨被禁止，同年亦對台灣共產黨展開大搜捕，該年9月於羅東逮捕台共最後一位領導者蘇新後，台共瓦解，文化協會重要幹部此時也多被逮捕，組織瓦解。

## 評價

### 日治時期
日本殖民政府批判該會是「追慕中國之念甚高，與中國人日益親和，期待國權回復。」
矢內原忠雄在其名著《日本帝國主義下之台灣》，對「台灣文化協會」如此評價：「是自助的啟蒙的文化運動，目的在謀台灣人的社會解放與文化提高，平時的工作，則在各地召開講演會。文化協會很久成為唯一而且全部台灣人民族運動的團體。」

### 戰後

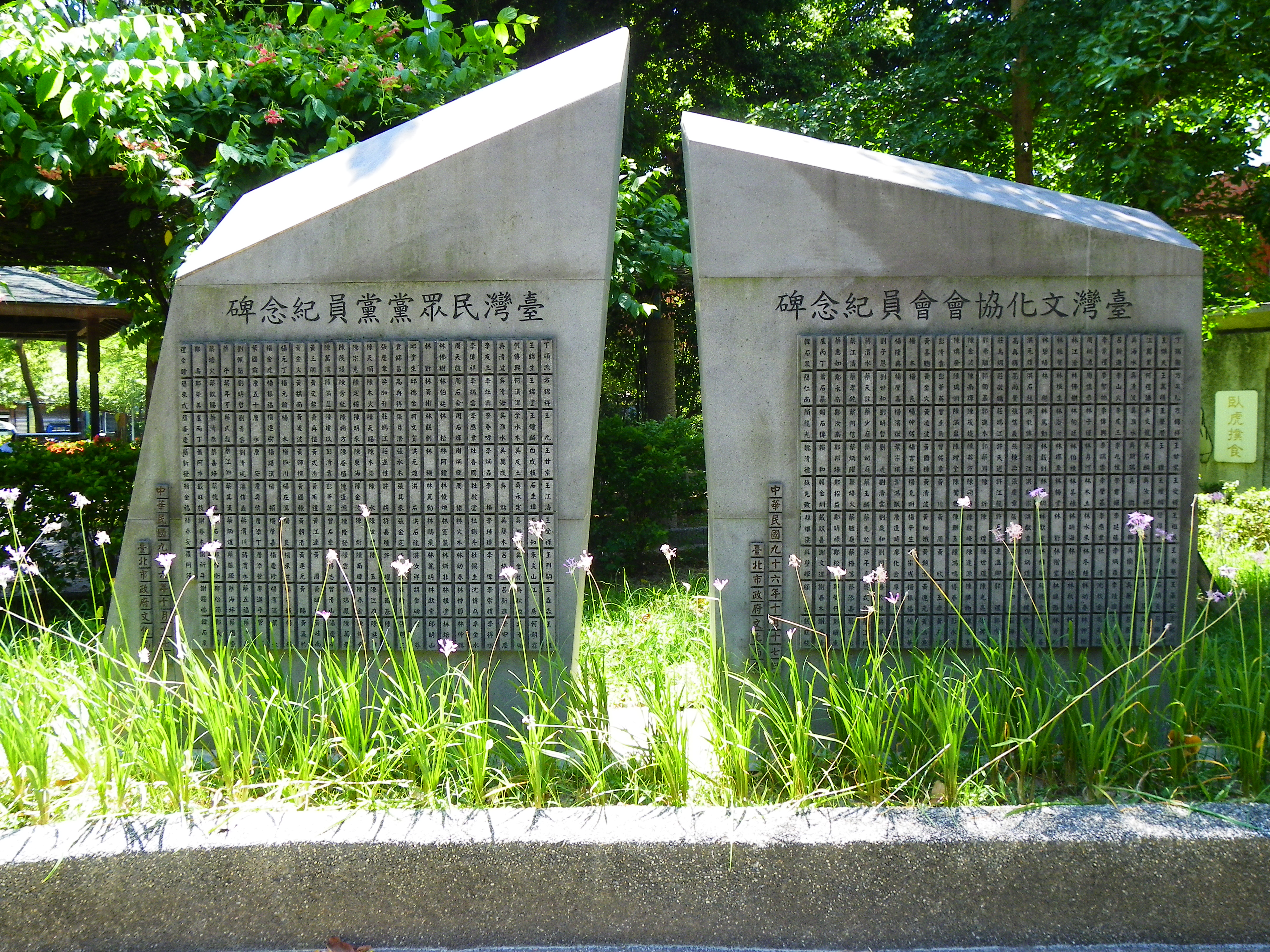
臺灣文化協會會員（右）與臺灣民眾黨黨員（左）紀念碑（臺北市大同區蔣渭水紀念公園）。

葉榮鐘在其〈台灣民族運動史〉一文，對於「台灣文化協會」、「台灣議會設置請願運動」、「《台灣青年》」的角色與作用，他說：「台灣議會設置請願運動，台灣文化協會與《台灣青年》雜誌是台灣非武力抗日民族運動的三大主力。若用戰爭的形式來譬喻，台灣議會設置請願運動是外交攻勢，《台灣青年》雜誌(包含以後的《台灣》雜誌，《台灣民報》以至於月刊《台灣新民報》是宣傳戰，而文化協會則是短兵相接的陣地戰。」

## 學術研究
- 黃樹仁，1980，日據時期台灣知識分子的意義形態與角色之研究：1920 - 1927。國立政治大學政治學研究所碩士論文。
- 林柏維，1985，台灣的民族抗日運動團體：台灣文化協會之研究( 1921 - 1927)。中國文化大學歷史研究所碩士論文。
- 陳翠蓮，1986，日據時期台灣文化協會之研究：抗日陣營的結成與瓦解。國立台灣大學政治研究所碩士論文。
- 林柏維，1993，台灣文化協會滄桑。台中：台原。
- 林柏維 ，1996，文化協會的年代。台中：台中市文化中心。
- 張炎憲，1996，台灣文化協會的成立與分裂，見張炎憲、李筱峰、戴寶村編，台灣史論文精選(下)，頁131-59。台北：玉山社。
- 王曉波，1997，蔣渭水的思想與實踐：論日據下台灣文化協會與台灣民眾黨內的路線爭議。世界新聞傳播學院人文學報，no.7：1-54。
- 戴振豐，1998，葉榮鐘與台灣民族運動（1900-1947）。國立政治大學歷史學系碩士論文
- 林淑惠，2004，台灣文化協會分裂前的台灣新文學運動（1920－1927）：以《台灣民報》為中心。暨南國際大學中國語文學系碩士論文。
- 伊藤幹彥，2005，日治時代後期台灣政治思想之研究：析論台灣抗日運動者的抗日思想。台北：鴻儒堂出版社。

## 相關書籍、影音

### 書籍
- 林柏維/著，1989、1993、1998，台灣文化協會滄桑，台北市：台原藝術文化基金會。
- 蔡湘煇/撰，1991，臺灣文化協會的民眾啟蒙運動(一九二一̃~一九二七)，台北市：中華民國建國八十年學術研討會。
- 吳密察/編輯，2007，文化協會在台南，台南市：台灣歷史博物館。
- 黃頌顯/著，台灣文化協會的思想與運動.1921-1931，2008，台北市：海峽出版社。
- 簡炯仁/著，台灣民眾黨，1991/12，台北縣：稻鄉出版社，ISBN 957-9405-48-4
- 連溫卿/著，1988/10，臺灣政治運動史，台北縣: 稻鄉出版社
- 王乃信等/譯，2006/06，台灣社會運動史(1913-1936) 第一冊 文化運動，台北市: 海峽學術出版社，ISBN 986-7359-10-0
- 王乃信等/譯，2006/06，台灣社會運動史(1913-1936) 第二冊 政治運動，台北市: 海峽學術出版社，ISBN 986-7359-41-0
- 王乃信等/譯，2006/06，台灣社會運動史(1913-1936) 第四冊 無政府主義運動、民族革命運動、農民運動，台北市: 海峽學術出版社，ISBN 986-7359-43-7
- 李玲虹、龔晉珠/著，2007/04，台灣農民運動先驅者-李偉光(上卷)，台北市: 海峽學術出版社，ISBN 978-986-7359-62-9
- 周婉窈/著，1989/10，日據時代的臺灣議會設置請願運動，台北市: 自立報系文化出版社，ISBN 957-596-013-0
- 黃煌雄/著，2000/01，蔣渭水傳，台北市: 前衛出版社，ISBN 957-801-230-6

### 影音
- 李泳泉/導演，2002，榮耀與寂寥：台灣文化協會的年代，台北市：吳三連台灣史料基金會。

## 相關詞條
- 該協會的前身：同化會、新民會。
- 重要成員：林獻堂、王敏川、林呈祿、蔡惠如、李應章、林幼春、蔣渭水、蔡培火、連溫卿等人士。
- 機關雜誌：台灣民報、台灣大眾時報。
- 出走的協會成員後來所成立的政治運動團體：臺灣民眾黨、台灣工友總聯盟、台灣地方自治聯盟。
- 與之相關的政治運動團體：台灣農民組合、台灣共產黨等。

## 外部連結
- 维基共享资源上的相關多媒體資源：臺灣文化協會

- 郭弘斌：台灣文化協會·台灣是台灣人的台灣 （页面存档备份，存于）